# Starogradsko polje (dokumentarni film)
Starogradsko polje, hrvatski dokumentarni film iz 2010. godine redateljice Ljiljane Mandić i scenaristice Linde Bednjanec.  Tema filma je Starogradsko polje, njegov antički ager, čija parcelacija potječe još iz doba starogrčke kolonizacije, čija je izvorna grčka podjela zemljišta najbolje sačuvana takva grčka podjela na cijelom Sredozemlju, a čije čestice su danas djelimice srednjovjekovnog karaktera.